# Stanislav Henych
Stanislav Henych (* 19. února 1949, Jilemnice) je bývalý český běžec na lyžích, který závodil v sedmdesátých letech v barvách Československa. Na mistrovství světa ve švédském Falunu 1974 v závodě na 50 km získal stříbrnou medaili. Účastnil se také zimních olympijských her v Sapporu 1972 a Innsbrucku 1976. Podílel se na vývoji vosků Hestan.

## Závodní kariéra
Závodit začal v deseti letech, až do dorosteneckého věku se věnoval rovněž lehké atletice. Na ZOH 1972 v Sapporu obsadil v běhu na 30 km 9. místo, což bylo nejlepší umístění československého běžce po 2. světové válce, které překonal až po dvaceti letech Radim Nyč 6. místem. Životního úspěchu dosáhl o dva roky později na MS ve Falunu v běhu na 50 km, kde získal stříbrnou medaili. Je sedminásobný mistr republiky.

## Současný život
V současnosti  je podnikatel v oblasti obchodu se sportovním zbožím, předseda oddílu ČKS SKI Jilemnice (od roku 2000) a 2. místopředseda dozorčí rady Svazu lyžařů ČR.